# الكفر (السويداء)
قرية الكفر تبعد 12 كم عن مدينة السويداء , سورية ويبلغ ارتفاعها1360-1650م فوق سطح البحر وتتربع بين أربع تلال أشهرها تل القليب.

## تضاريسها ومنتوجاتها
وتبلغ مساحة الكفر الكلية 2514 هكتارا منها 512 هكتارات منطقة سكنية وتشمل 100 هكتار أرض وعرة بازلتية، و هي أرضٌ محاطة بالتلال من جميع الجهات ومنها تل القليب ومنها 271 هكتارا أراض حراجية مغطاة بأشجار السنديان والبلوط.

## مواردها المائية
وتحتوي الكفر على عدد من الينابيع منها:
 نبع عين موسى  –  عين العليقة –  عين الرصفة  – نبع المنسلطة  – وينابيع ندر ظهورها في الزمن الحديث تظهر كل عدة أعوام وفي المواسم المطرية الجيدة مثل العين السخنة والعين الشمالية ونبع الفوارة وعين خريم.

## العمق التاريخي:
آثار مساكن وحصون في موقع تل الظهير تعود إلى العصر الحجري النحاسي 5000 –1200 قبل الميلاد .
آثار نبطية في تل القليب وغيره وآثار رومانية ويونانية وإسلامية، وقد كان فيها كنيسة عام 391 م وكنيسة أخرى عام 692 م باسم كنيسة القديس جورج
وقد سكنت الكفر حديثاً عام 1862 وكانت قبل ذلك تسمى خربة الكفر لصعوبة سكنها.

## التاريخ الحديث:
معركة الكفر: هي اشتباك عسكري بين الجيش الفرنسي بقيادة الكابتن جابريل نورماند، وقوات الدروز والبدو المحلية بقيادة سلطان الأطرش، ووقعت في 22 يوليو 1925. جرت أحداثها في مخيم الكفر، في جنوب سوريا (جبل العرب). وانتهت المعركة بهزيمة الفرنسيين، الذين تعرضوا لكمين من قبل قوات سلطان. واستطاع سلطان الانتصار على الفرنسيين بفضل الدعم الذي تلقاه من قبل الدروز وبحلول نهاية يوليو، سيطرت قواته على كامل الجبل. وقد عجلت المعركة من اندلاع الثورة السورية الكبرى.